# Armando Sá
Armando Miguel Correia de Sá (Maputo, 16 de setembro de 1975), conhecido apenas como Armando Sá, é um ex-futebolista moçambicano que atuava como lateral-direito. Atualmente é auxiliar-técnico do Pacific FC.

## Carreira em clubes
Após defender São Brás, Damaiense e Belenenses nas categorias de base, Armando Sá inicou a carreira profissional em 1994, no Vilafranquense, passando também por Bragança, Vila Real e Rio Ave. Suas atuações em 3 temporadas pelo clube de Vila do Conde chamaram a atenção do Braga, que o contratou em 2001. Em 4 meses como jogador dos Arsenalistas, o lateral atuou em 16 jogos. Em janeiro de 2002, assinou com o Benfica, onde conquistou uma Taça de Portugal, em 2003–04, e na temporada seguinte foi contratado pelo Villarreal, tornando-se o primeiro moçambicano a jogar na primeira divisão espanhola.
Sá jogou no Submarino Amarelo até 2006, vencendo uma Taça Intertoto da UEFA, em 2004. Ele ainda defendeu Espanyol e Leeds United (por empréstimo) antes de encerrar a carreira no futebol iraniano, onde atuou por Foolad (2007–08) e Sepahan (2008–2010). Durante sua passagem pelo Foolad, foi comandado por Augusto Inácio, que é sogro do ex-lateral.

## Seleção
Pela Seleção Moçambicana de Futebol, Sá jogou 6 partidas entre 1999 e 2010.

## Treinador
Em 2017, foi para o Canadá a orientar os sub-16 da KNSC (Kleinburg Nobleton Soccer Club), na província de Ontário., e em 2022, tirou a Licença A da UEFA para treinar clubes do país. Em março do mesmo ano, foi anunciado como auxiliar-técnico do Pacific FC.

## Títulos
Benfica
- Taça de Portugal: 2003–04

Villareal
- Taça Intertoto da UEFA: 2004

Espanyol
- Copa del Rey: 2005–06

Sepahan
- Iran Pro League: 2009–10